# Sarcofago di Giunio Basso

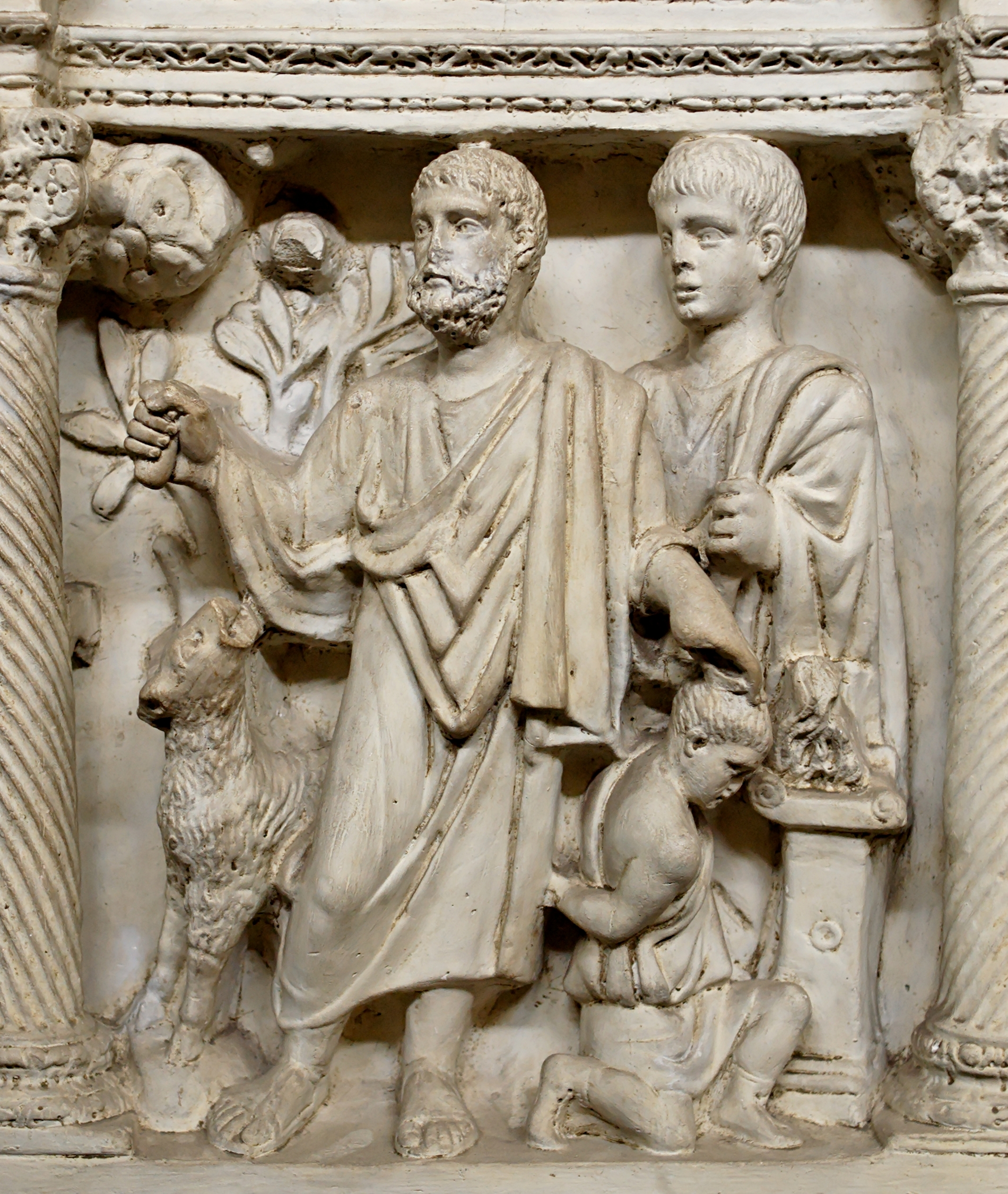
Sacrificio di Isacco

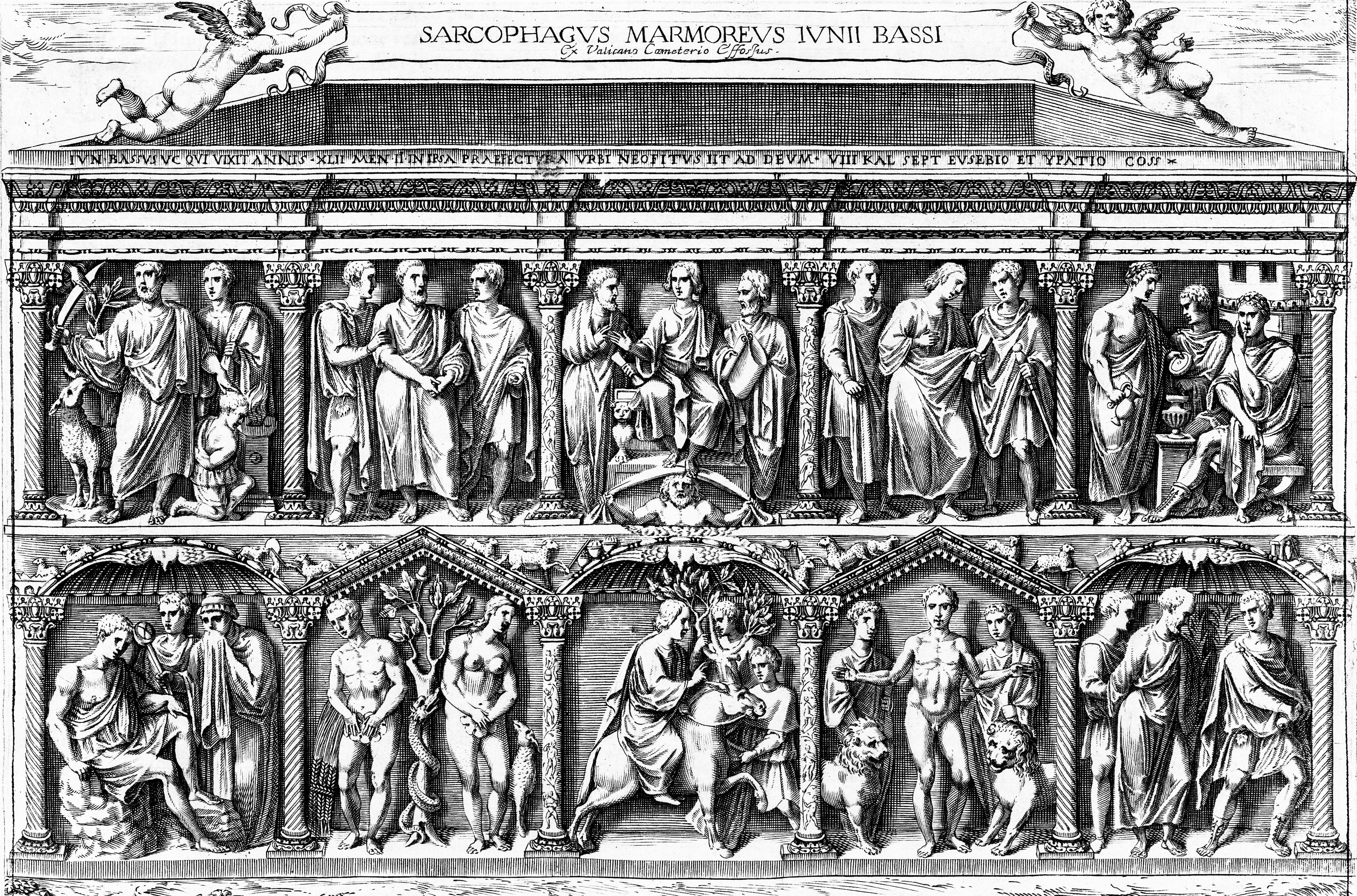
Incisione del Sarcofago di Giunio Basso

Il sarcofago di Giunio Basso (appartenuto a Giunio Basso, praefectus urbis morto nel 359 d.C. e figlio di Giunio Annio Basso), uno dei più antichi sarcofagi con scene cristiane a noi pervenuti (con il sarcofago dogmatico e quello di Marcus Claudianus) è un capolavoro della scultura classicista cristiana del IV secolo. Oggi è conservato in Vaticano, nel Museo del Tesoro di San Pietro.

## Descrizione

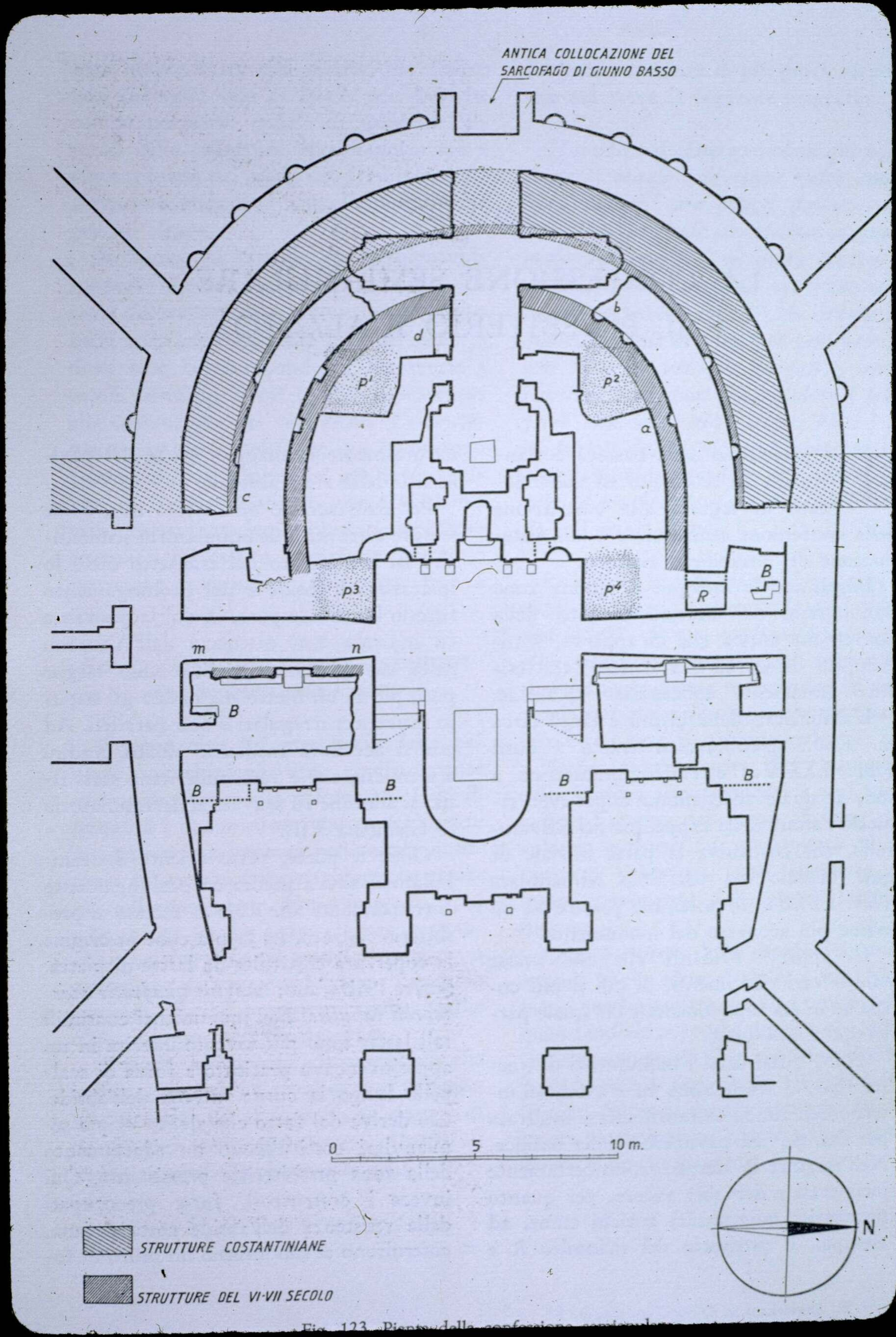
Antica collocazione (in alto) del sarcofago

Delle scene che ornavano il coperchio restano pochi resti, tra cui una tabella contenente versi in distici in onore del defunto (alcuni frammenti rinvenuti nel 1940), dove si parlava della sua vita (AE 1953, 239 e CIL VI, 32004); probabilmente le scene perdute, di cui restano dei frammenti, raffiguravano il banchetto funebre e i funerali di Giunio Basso, mentre agli angoli del coperchio si trovavano delle maschere che fungevano da protomi angolari. 
Il fronte della cassa ha un ricco corredo scultoreo ad altorilievo, con dieci scene organizzate in nicchie poste su due ordini scandite da colonnine: quello superiore presenta una finta trabeazione con architravi traforati, quello inferiore timpani triangolari e arcuati (questi ultimi scolpiti come valve di conchiglia in scorcio). Tra le nicchie, al di sotto della linea di demarcazione tra i due registri, sono inseriti dei piccoli agnelli, noti simboli evangelici. Le colonnine sono tutte tortili, a eccezione delle quattro attorno alle nicchie centrali, che sono istoriate con putti vendemmianti (il tema della vendemmia era legato all'Aldilà sin dai culti dionisiaci e proprio in questo secolo il tema si caricò di significati cristiani, come nel sarcofago di Costantina). 
Le scene nelle nicchie raffigurano episodi del Vecchio e Nuovo Testamento e sono composte con due o tre personaggi ciascuna. Sicuramente dovevano esistere delle precise corrispondenze simboliche e allusive tra scena e scena, in un preciso piano di simboli e richiami simbolici, che per alcuni versi ci sfuggono (come nel sarcofago dogmatico e in altri sarcofagi) e che sono indice dell'amore per le allegorie e le sottigliezze teologiche del tempo.
Nel registro superiore le scene sono (da sinistra):
- Sacrificio di Isacco;
- Cattura di Pietro;
- Cristo in trono tra san Pietro e san Paolo, che consegna un rotolo, tipica scena di traditio legis; ai piedi di Cristo vi è una personificazione del cielo, forse Atlante e quindi simboleggia la vittoria del Cristo sul mondo e sul paganesimo;
- Cattura di Cristo o Consegna a Ponzio Pilato;
- Pilato meditabondo, si appresta a lavarsi le mani

Sotto i piedi delle cinque scene superiori, ve ne sono altre inserite fra gli archetti e i timpani, molto piccole e quasi irriconoscibili, partendo da sinistra: I Tre Agnelli di fuoco che si riferiscono al Neofita, che professa la propria fede (come i tre fanciulli nella fornace); L'Agnello che cava acqua dalla rupe, mentre un altro agnello beve quell'acqua (Mosè fa scaturire l'acqua dalla roccia); L'Agnello che tocca i pani con una verga (la moltiplicazione dei pani e dei pesci); una colomba e uno zampillo d'acqua sovrastante un Agnello (simbolo del battesimo); L'Agnello con il libro (verità di fede che veniva trasmesso ai catecumeni); infine l'Agnello davanti alla Tomba di Lazzaro, simbolo di Resurrezione.
Nel registro inferiore le scene sono (da sinistra):
- Giobbe sul letamaio;
- Adamo ed Eva presso l'albero del Peccato;
- Entrata di Cristo in Gerusalemme;
- Daniele tra i leoni (il personaggio principale è di restauro);
- San Paolo condotto al supplizio.

Sui due lati laterali del sarcofago, vi sono degli angeli, che sono occupati in varie attività. Alcuni affermano che sul lato destro ci sia la rappresentazione del pane eucaristico, con la mietitura del grano, mentre a sinistra la simbologia del vino con la vendemmia.
Altri invece sostengono che vi siano raffigurate le quattro stagioni simbolo della resurrezione (ogni stagione è simbolo di nuova vita) A sinistra l'autunno, con gli amorini che vendemmiano e poi pestano l'uva per ricavarne il mosto e quindi il vino. A destra invece, in alto la mietitura, simbolo dell'estate, sotto le prime figure ricordano la caccia alla selvaggina, quindi l'inverno, ed infine di seguito la primavera con il pavone e la frutta.

## Allegorie
La scelta delle scene va oltre la semplice divisione in Antico e Nuovo Testamento, tipica dei cicli medievali. Ci si sarebbe aspettati, per esempio, che il martirio di Paolo venisse collocato sul registro superiore (dove si trovano l'arresto di Pietro e Cristo di fronte a Pilato), e che, al contrario, il sacrificio di Isacco trovasse posto fra gli episodi biblici di quello inferiore: ciò ha fatto pensare (Gerke) a una distrazione dello scultore, ma quest'ipotesi appare difficilmente accettabile in un'opera d'alto livello, soprattutto nel clima di grande attenzione ai simboli e alle complesse allegorie come quella costantiniana. 
Sulla base dei concetti divulgati dai Padri della Chiesa e dalla catechesi, largamente diffusi nella letteratura cristiana, si potrebbe pensare ad un accostamento di paradigmi coordinati per affinità o per contrasto, nel modo seguente:
- pazienza/sacrificio: Giobbe/Abramo;
- peccato originale/riscatto e riconciliazione con la Chiesa: Adamo ed Eva/Arresto di Pietro;
- Passione di Cristo/trionfo del Cristo risorto: entrata a Gerusalemme/Cristo in maestà;
- il giusto iniquamente condannato: Daniele/Cristo davanti a Pilato;
- il testimone della verità/il vile incapace di testimoniare la verità: martirio di Paolo/la figura di Pilato.

## Profilo artistico
La profusione dell'ornato, la morbidezza dei piani sfumati, lo spazio tra le figure fanno percepire un gusto ellenizzante. Tuttavia la profondità delle edicole, lo stacco delle figure del fondo e lo sguardo tutto romano di Pietro e Paolo rivelano l'opera di un eccezionale artista locale. 
Le figure si stagliano ad altissimo rilievo, con le teste sbozzate in maniera più popolaresca e i corpi levigati, spesso isolati in composizioni paratattiche. Molto curata è l'esecuzione, con una tendenza a allungare le forme di per sé tozze e con un gusto pittoricistico nei dettagli, soprattutto riguardo alla decorazione architettonica. L'uso delle nicchie e colonnine è documentato nei centri asiatici e venne importato a Roma fin dal II secolo, in lavori dal gusto squisitamente pittorico. Il classicismo costantiniano si manifesta in opere cristiane come questa con accenti soffusi e malinconici, mentre nelle coeve opere pagane il risultato è più spento, svuotato ormai di contenuto per la ripetizione di schemi ormai usati da secoli.